# Penelope Sudrow
Penelope Sudrow (nacida en Los Ángeles en 1966) es una actriz estadounidense de cine y televisión. Su papel más reconocido fue el de Jennifer Caulfield en la película de terror A Nightmare on Elm Street 3: Dream Warriors. También realizó papeles en películas como After Midnight, Fire with Fire y Dead Man Walking.

## Filmografía

### Cine
- The Heart of No Place (2009)
- After Midnight (1989)
- Dead Man Walking (1988)
- Mr. Fix It (1987)
- A Nightmare on Elm Street 3: Dream Warriors (1987)
- Fire with Fire (1986)

### Televisión
- Honor Thy Mother
- Mama's Family
- Down Payment on Murder
- Thirtysomething
- Bronx Zoo
- A Desperate Exit
- Amazing Stories
- The Edge of This World
- Rags to Riches
- Free-Style
- Friends
- Crash Island
- Fallen Angel
- The Incredible Book Escape
- Starsky and Hutch
- The Waltons
- One Day at a Time
- Crickett